# Emma Snerle
Emma Snerle (Dronninglund, 23 maart 2003) is een Deens voetbalspeelster. Ze speelt als middenvelder voor ACF Fiorentina in de Serie A.

## Clubcarrière
Snerle begon met voetballen in de jeugd van Fortuna Hjørring. In 2016 werd ze overgeheveld naar de hoofdmacht van de club. In 2018 en 2020 werd ze Deens kampioen en in 2019 won ze de Deense Beker. Op 6 januari 2022 maakte ze de overstap naar het Engelse West Ham United FC Ze was belangrijk in een wedstrijd tegen Manchester United WFC door de assist op de 1-1 van Viviane Asseyi te leveren, wat tevens de eindstand was. Na twee seizoenen in Engeland stapte ze over naar het Italiaanse ACF Fiorentina.

## Statistieken
| Seizoen | Club             | Land       | Competitie              | Wedstrijden | Doelpunten |
| ------- | ---------------- | ---------- | ----------------------- | ----------- | ---------- |
| 2017/18 | Fortuna Hjørring | Denemarken | Elitedivisionen         | 6           | 0          |
| 2018/19 | Fortuna Hjørring | Denemarken | Elitedivisionen         | 19          | 4          |
| 2019/20 | Fortuna Hjørring | Denemarken | Elitedivisionen         | 17          | 6          |
| 2020/21 | Fortuna Hjørring | Denemarken | Elitedivisionen         | 24          | 7          |
| 2021/22 | Fortuna Hjørring | Denemarken | Elitedivisionen         | 14          | 13         |
| 2021/22 | West Ham United  | Engeland   | FA Women's Super League | 8           | 1          |
| 2022/23 | West Ham United  | Engeland   | FA Women's Super League | 12          | 2          |
| 2023/24 | West Ham United  | Engeland   | FA Women's Super League | 11          | 0          |
| 2024/25 | ACF Fiorentina   | Italië     | Serie A                 | 13          | 0          |
| Totaal  | Totaal           | Totaal     | Totaal                  | 124         | 33         |

Laatste update: 4 januari 2025

## Interlandcarrière
Snerle maakte in 2019 haar debuut voor Denemarken in een kwalificatiewedstrijd voor het EK 2021 tegen Malta. Met de Deense ploeg kwam ze uit op het WK 2023 in Australië en Nieuw-Zeeland.